# Nakajima Type 91
Le Nakajima Type 91 est un avion militaire de l'entre-deux-guerres.